# Sinodelphys
Sinodelphys – wymarły rodzaj ssaka, żyjący ok. 125 mln lat temu na terenie Chin. Pierwotnie uznany za przedstawiciela kladu Boreosphenida bliżej spokrewnionego ze ssakami niższymi (Metatheria) niż ze ssakami wyższymi (Eutheria); badania Bi i współpracowników (2018) wskazują jednak na jego przynależność do Eutheria. Sinodelphys ważył ok. 30 g, jego długość wynosiła ok. 15 cm. Prowadził nadrzewny tryb życia, co wywnioskować można na podstawie budowy jego kości stopy. Prawdopodobnie żywił się owadami i innymi bezkręgowcami. Skamieniałości tegoż ssaka zostały odkryte w 2003 w skałach formacji Yixian w chińskiej prowincji Liaoning przez zespół Zhe-Xi Luo oraz Johna Wible'a.